# Paul Gallagher (piłkarz)
Paul Gallagher (ur. 9 sierpnia 1984 w Glasgow) – szkocki piłkarz występujący na pozycji napastnika w Leicester City.